# رافاييل كروز (وزير)
رافاييل كروز (بالإنجليزية: Rafael Cruz)‏ (و. 1939  م) هو وزير من كوبا، والولايات المتحدة، وكندا، ولد في ماتانزاس، هو عضوٌ الحزب الجمهوري.

## التعليم
تعلم في جامعة تكساس في أوستن.